# Mussaenda decipiens
Mussaenda decipiens är en måreväxtart som beskrevs av Hen Li. Mussaenda decipiens ingår i släktet Mussaenda och familjen måreväxter. Inga underarter finns listade i Catalogue of Life.